# Sallins
Sallins (irisch Na Solláin, dt. „die Weiden“) ist eine Stadt im County Kildare im Osten der Republik Irland.
Bei der Volkszählung 2022 lebten in Sallins 6269 Menschen, wobei sich der Ort seit den 1990er-Jahren zunehmend zu einer Pendler- und 
Satellitenstadt Dublins entwickelt und die Einwohnerzahl Sallins sich inzwischen seit 1991 mehr als verachtfacht hat.

## Lage
Sallins liegt zwischen Naas und Clane an der Nationalstraße N4. Im Nordwesten fließt der Liffey und durch die Ortschaft führt der Grand Canal. In Sallins befindet sich die Sallins and Naas Railway Station, die von Schnellzügen nach Dublin und Westport/Galway sowie Pendlerzügen bedient wird.

## Sehenswürdigkeiten
- römisch-katholische in Fertigbauweise errichtete „Blechkirche“ Our Lady and Guardian Angel von 1924[2]
- Leinster Aqueduct: Querung des Grand Canal über den Liffey nahe Caragh
- Empfangsgebäude des Bahnhofs
- das Grab von Theobald Wolfe Tone befindet sich auf dem Friedhof von Bodenstown

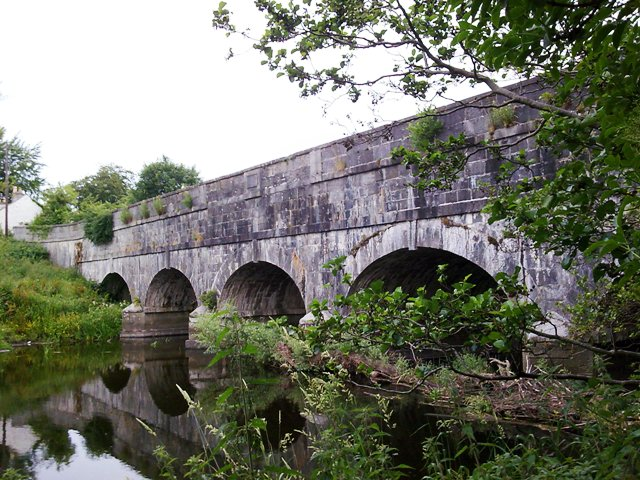
Leinster Aquädukt
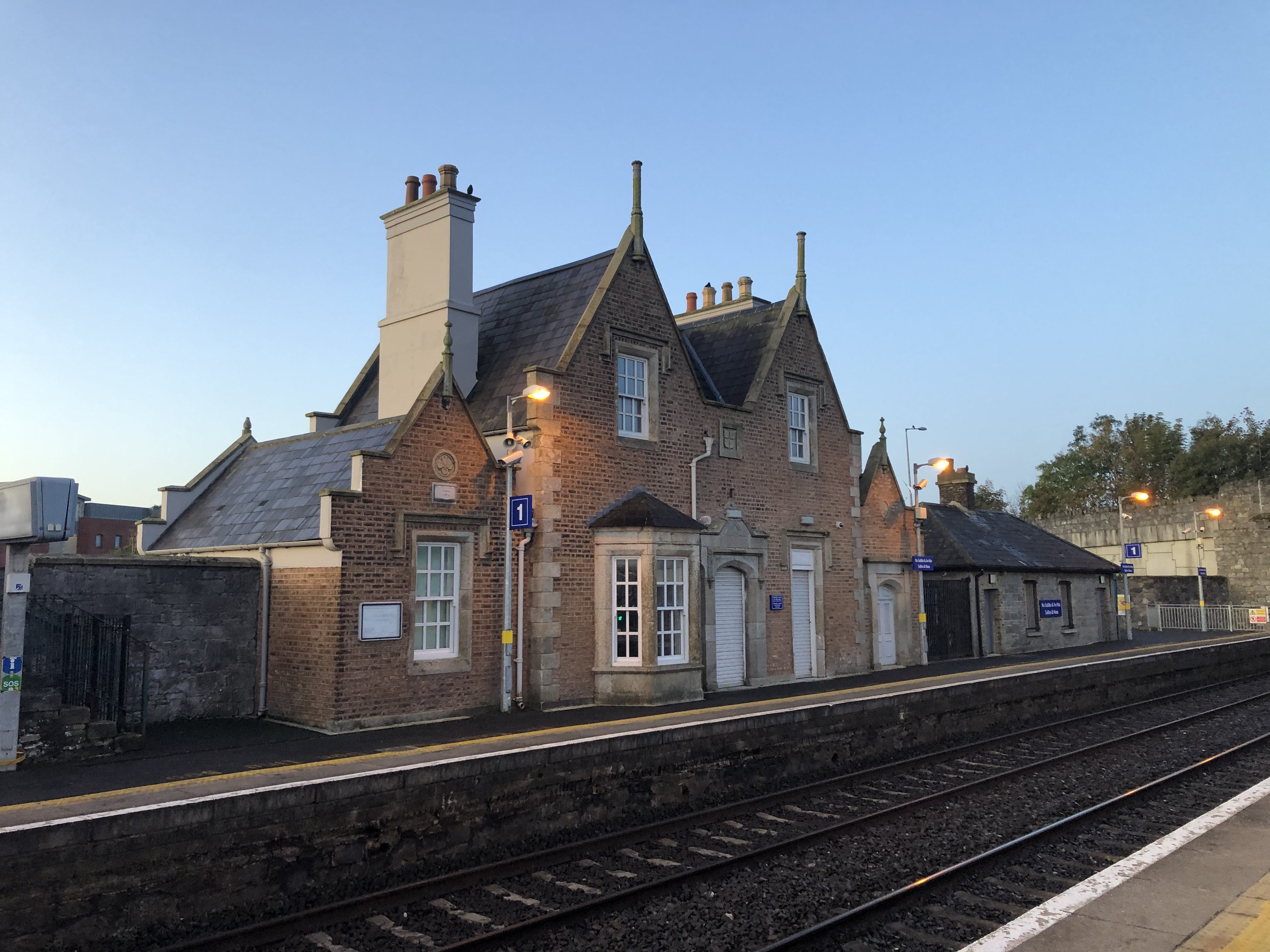
Empfangsgebäude des Bahnhofs
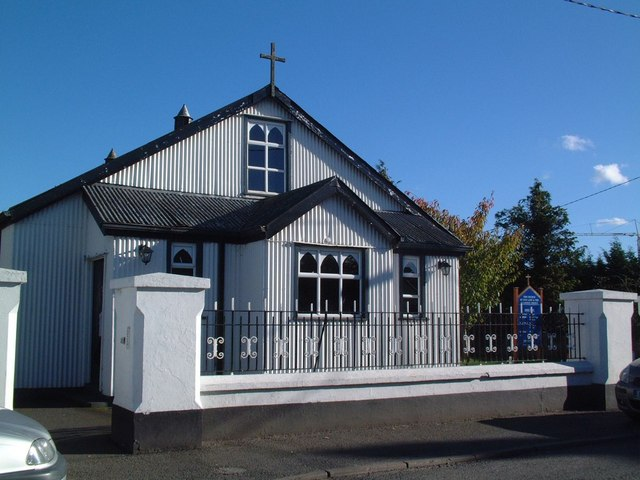
Kirche Our Lady and Guardian Angel

## Persönlichkeiten
- Charlie McCreevy (* 1949), Politiker der Fianna Fáil und früherer EU-Kommissar für

## Trivia
Am 31. März 1976 ereignete sich an der Bahnstrecke bei Sallins ein Überfall auf den Postzug, bei dem 200.000 irische Pfund gestohlen wurden. Der Raubüberfall konnte nie gänzlich aufgeklärt werden.